# Campeonato das Nações Africanas de 2011
O Campeonato das Nações Africanas de 2011, também conhecido como CHAN 2011, foi a 2.ª edição do Campeonato das Nações Africanas, torneio bianual organizado pela Confederação Africana de Futebol (CAF) e disputado por seleções africanas cujos jogadores atuam em clubes de de futebol do seu próprio país. Foi realizada entre 4 de fevereiro e 25 de fevereiro no Sudão.
A Seleção Tunisiana de Futebol sagrou-se campeã da competição pela 1.ª vez em sua história após golear a Seleção Angolana de Futebol na grande final pelo placar de 3–0.

## Seleções classificadas
| Seleções          | Regiões          | Participações | Melhor performance    |
| ----------------- | ---------------- | ------------- | --------------------- |
| Sudão (país-sede) | África Oriental  | 1.ª vez       | Estreante             |
| Ruanda            | África Oriental  | 1.ª vez       | Estreante             |
| Uganda            | África Oriental  | 1.ª vez       | Estreante             |
| Argélia           | Norte da África  | 1.ª vez       | Estreante             |
| Tunísia           | Norte da África  | 1.ª vez       | Estreante             |
| Costa do Marfim   | África Ocidental | 2.ª vez       | Fase de grupos (2009) |
| Gana              | África Ocidental | 2.ª vez       | Finalista (2009)      |
| Mali              | África Ocidental | 1.ª vez       | Estreante             |
| Níger             | África Ocidental | 1.ª vez       | Estreante             |
| Senegal           | África Ocidental | 2.ª vez       | 4.º lugar (2009)      |
| Camarões          | África Central   | 1.ª vez       | Estreante             |
| Gabão             | África Central   | 1.ª vez       | Estreante             |
| RD Congo          | África Central   | 2.ª vez       | Campeã (2009)         |
| África do Sul     | África Austral   | 1.ª vez       | Estreante             |
| Angola            | África Austral   | 1.ª vez       | Estreante             |
| Zimbabwe          | África Austral   | 2.ª vez       | Fase de grupos (2009) |

## Sedes oficiais
| Ondurmã            | Ondurmã            | Cartum             | Ondurmã Cartum Wad Madani Porto Sudão | Wad Madani            | Porto Sudão            |
| Estádio Al-Merrikh | Estádio Al-Hilal   | Estádio de Cartum  | Ondurmã Cartum Wad Madani Porto Sudão | Estádio de Wad Madani | Estádio de Porto Sudão |
| Capacidade: 43 645 | Capacidade: 35 000 | Capacidade: 23 000 | Ondurmã Cartum Wad Madani Porto Sudão | Capacidade: 10 000    | Capacidade: 7 000      |
|                    |                    |                    | Ondurmã Cartum Wad Madani Porto Sudão |                       |                        |

## Fase de grupos

### Critérios de desempate
As posições ocupadas por cada uma das seleções em seus respectivos grupos correspondem ao número de pontos marcados (3 pontos em caso de vitória, 1 ponto em caso de empate e 0 ponto em caso de derrota). Caso haja empate em número de pontos entre duas ou mais seleções, os seguintes critérios de desempate serão aplicados nessa ordem:
1. Pontuação obtida no confronto direto;
2. Saldo de gols no confronto direto;
3. Número de gols marcados no confronto direto;
4. Saldo de gols total;
5. Número de gols marcados no total;
6. Sorteio.

### Grupo A
| Seleção | Pts | J | V | E | D | GP | GC | SG |
| ------- | --- | - | - | - | - | -- | -- | -- |
| Sudão   | 7   | 3 | 2 | 1 | 0 | 2  | 0  | +2 |
| Argélia | 5   | 3 | 1 | 2 | 0 | 4  | 2  | +2 |
| Gabão   | 4   | 3 | 1 | 1 | 1 | 4  | 4  | 0  |
| Uganda  | 0   | 3 | 0 | 0 | 3 | 1  | 5  | –4 |

| Mandante  | Resultado | Visitante |
| --------- | --------- | --------- |
| Sudão     | 1–0       | Gabão     |
| Uganda    | 0–2       | Argélia   |
| Gabão     | 2–2       | Argélia   |
| Sudão     | 1–0       | Uganda    |
| Argentina | 0–0       | Sudão     |
| Gabão     | 2–1       | Uganda    |

### Grupo B
| Seleção       | Pts | J | V | E | D | GP | GC | SG |
| ------------- | --- | - | - | - | - | -- | -- | -- |
| África do Sul | 9   | 3 | 3 | 0 | 0 | 6  | 2  | +4 |
| Níger         | 6   | 3 | 2 | 0 | 1 | 2  | 2  | 0  |
| Zimbabwe      | 3   | 3 | 1 | 0 | 2 | 2  | 3  | –1 |
| Gana          | 0   | 3 | 0 | 0 | 3 | 1  | 4  | –3 |

| Mandante      | Resultado | Visitante     |
| ------------- | --------- | ------------- |
| Gana          | 1–2       | África do Sul |
| Zimbabwe      | 0–1       | Níger         |
| África do Sul | 2–0       | Níger         |
| Gana          | 0–1       | Zimbabwe      |
| Níger         | 1–0       | Gana          |
| África do Sul | 2–1       | Zimbabwe      |

### Grupo C
| Seleção         | Pts | J | V | E | D | GP | GC | SG |
| --------------- | --- | - | - | - | - | -- | -- | -- |
| Camarões        | 9   | 3 | 3 | 0 | 0 | 5  | 0  | +5 |
| RD Congo        | 4   | 3 | 1 | 1 | 1 | 3  | 4  | –1 |
| Costa do Marfim | 3   | 3 | 1 | 0 | 2 | 2  | 4  | –2 |
| Mali            | 1   | 3 | 0 | 1 | 2 | 1  | 3  | –2 |

| Mandante        | Resultado | Visitante       |
| --------------- | --------- | --------------- |
| RD Congo        | 0–2       | Camarões        |
| Costa do Marfim | 1–0       | Mali            |
| Camarões        | 1–0       | Mali            |
| RD Congo        | 2–1       | Costa do Marfim |
| Camarões        | 2–0       | Costa do Marfim |
| Mali            | 1–1       | RD Congo        |

### Grupo D
| Seleção | Pts | J | V | E | D | GP | GC | SG |
| ------- | --- | - | - | - | - | -- | -- | -- |
| Tunísia | 7   | 3 | 2 | 1 | 0 | 6  | 2  | +4 |
| Angola  | 5   | 3 | 1 | 2 | 0 | 3  | 2  | +1 |
| Senegal | 4   | 3 | 1 | 1 | 1 | 2  | 2  | 0  |
| Ruanda  | 0   | 3 | 0 | 0 | 3 | 2  | 7  | –5 |

| Mandante | Resultado | Visitante |
| -------- | --------- | --------- |
| Senegal  | 2–0       | Ruanda    |
| Angola   | 1–1       | Tunísia   |
| Tunísia  | 3–1       | Ruanda    |
| Senegal  | 0–0       | Angola    |
| Tunísia  | 2–0       | Senegal   |
| Ruanda   | 1–2       | Angola    |

## Mata-mata
|  | Quartas-de-final          | Quartas-de-final       |                           |      | Semifinais     | Semifinais     |  |  | Final | Final |
|  |                           |                        |                           |      |                |                |  |  |       |       |
|  | 18 de fevereiro – Cartum  |                        |                           |      |                |                |  |  |       |       |
|  |                           |                        |                           |      |                |                |  |  |       |       |
|  | África do Sul             | 0                      |                           |      |                |                |  |  |       |       |
|  | África do Sul             | 0                      | 22 de fevereiro – Cartum  |      |                |                |  |  |       |       |
|  | Argélia                   | 2                      |                           |      |                |                |  |  |       |       |
|  | Argélia                   | 2                      | Argélia                   | 1(3) |                |                |  |  |       |       |
|  | 19 de fevereiro – Cartum  |                        | Argélia                   | 1(3) |                |                |  |  |       |       |
|  |                           | Tunísia (d.p.)         | 1(5)                      |      |                |                |  |  |       |       |
|  | Tunísia                   | Tunísia (d.p.)         | 1(5)                      | 1    |                |                |  |  |       |       |
|  | Tunísia                   |                        | 25 de fevereiro – Ondurmã | 1    |                |                |  |  |       |       |
|  | RD Congo                  | 0                      |                           |      |                |                |  |  |       |       |
|  | RD Congo                  | 0                      | Tunísia                   | 3    |                |                |  |  |       |       |
|  | 18 de fevereiro – Ondurmã |                        | Tunísia                   | 3    |                |                |  |  |       |       |
|  |                           | Angola                 | 0                         |      |                |                |  |  |       |       |
|  | Sudão (d.p.)              | Angola                 | 0                         | 1(4) |                |                |  |  |       |       |
|  | Sudão (d.p.)              | 22 fevereiro – Ondurmã |                           | 1(4) |                |                |  |  |       |       |
|  | Níger                     | 1(3)                   |                           |      |                |                |  |  |       |       |
|  | Níger                     | 1(3)                   | Sudão                     | 1(2) |                |                |  |  |       |       |
|  | 19 de fevereiro – Ondurmã |                        | Sudão                     | 1(2) |                |                |  |  |       |       |
|  |                           | Angola (d.p.)          | 1(4)                      |      | Terceiro lugar | Terceiro lugar |  |  |       |       |
|  | Camarões                  | Angola (d.p.)          | 1(4)                      | 0(7) | Terceiro lugar | Terceiro lugar |  |  |       |       |
|  | Camarões                  |                        | 25 de fevereiro – Ondurmã | 0(7) |                |                |  |  |       |       |
|  | Angola (d.p.)             | 0(8)                   |                           |      |                |                |  |  |       |       |
|  | Angola (d.p.)             | 0(8)                   | Argélia                   | 0    |                |                |  |  |       |       |
|  |                           |                        |                           |      |                |                |  |  |       |       |
|  | Sudão                     | 1                      |                           |      |                |                |  |  |       |       |
|  | Sudão                     | 1                      |                           |      |                |                |  |  |       |       |

| Campeonato das Nações Africanas de 2011 |
| --------------------------------------- |
| Tunísia Campeã (1.º título)             |